# Brad Tavares
Bradley Kaipo Sarbida Tavares (Kailua, Hawái, 21 de diciembre de 1987) es un artista marcial mixto profesional estadounidense que actualmente compite en la categoría de peso medio de Ultimate Fighting Championship. Profesional desde 2007, Tavares luchó en promociones locales antes de unirse a The Ultimate Fighter 11 de la UFC en 2010.

## Carrera en el instituto
Tavares destacó en el atletismo de la escuela secundaria en Waiakea High School compitiendo en fútbol y en atletismo. Después de la escuela secundaria, trabajó como agente de rampa para Hawaiian Airlines. Tenía 19 años cuando luchó por primera vez como profesional.

## Carrera en las artes marciales mixtas

### Carrera temprana
Tavares comenzó su carrera de MMA en 2007 en su estado natal de Hawái, compilando un récord de 5-0, con tres nocauts técnicos y dos victorias por sumisión. Originalmente comenzó a entrenar con MMAD (Mixed Martial Arts Development) dirigido por gente como Randy Leuder, Brandon Wolff (UFC), y Rob Hesia. Todavía vuelve a su casa en Hawái para entrenar con HQ MMA cuando no entrena en Xtreme Couture en Las Vegas.

### The Ultimate Fighter 11
En marzo de 2010, Tavares fue anunciado como parte de la undécima temporada de The Ultimate Fighter. En la ronda de eliminación, Tavares derrotó a Jordan Smith por KO (rodillazo) tras menos de un minuto. Fue seleccionado en quinto lugar por el equipo Liddell y décimo en general.
A continuación, Tavares derrotó a James Hammortree en el segundo combate preliminar. Tras dos asaltos, la pelea fue declarada empate y los púgiles pasaron a un tercer asalto. Tavares tomó el control en el tercer asalto y fue declarado vencedor, lo que le hizo pasar a los cuartos de final.
En los cuartos de final, Tavares luchó contra Seth Baczynski. Al terminar el primer asalto, Baczynski lanzó una patada de fútbol ilegal a la cabeza de Tavares. Baczynski se disculpó inmediatamente, sabiendo que podía haber herido gravemente a Tavares, que se fue a su esquina y se desplomó. Tras discutir el asunto con los médicos, Herb Dean detuvo el combate y Tavares fue declarado vencedor por descalificación, avanzando a las semifinales.
En las semifinales, Tavares se enfrentó a su compañero de equipo Court McGee, por un puesto en la final presencial. Tras dos primeros asaltos bastante igualados, Tavares se vio afectado al final del tercero. McGee le aplicó un estrangulamiento por detrás, lo que supuso la primera derrota de Tavares.

### Ultimate Fighting Championship
En The Ultimate Fighter: Team Liddell vs. Team Ortiz Finale, Tavares tuvo una revancha con Seth Baczynski. Tavares derrotó a Baczynski por decisión unánime.
Tavares se enfrentó al veterano de la UFC Phil Baroni fue el 1 de enero de 2011 en UFC 125. Ganó el combate por KO en el primer asalto.
Tavares se enfrentó a Aaron Simpson el 2 de julio de 2011 en UFC 132, en sustitución de Jason Miller, que fue retirado de la tarjeta. Perdió el combate por decisión unánime.
Se esperaba que Tavares se enfrentara a Tim Credeur el 29 de octubre de 2011 en UFC 137. Sin embargo, Creduer se vio obligado a abandonar el combate y fue sustituido por el recién llegado a la promoción Dustin Jacoby. Desafortunadamente, Tavares fue retirado de la pelea recién hecha debido a una lesión, estableciendo una pelea entre Jacoby y su compañero recién llegado a la UFC Clifford Starks.
Tavares luchó contra Dongi Yang el 15 de mayo de 2012 en UFC on Fuel TV: Korean Zombie vs. Poirier. Tavares ganó un combate muy disputado por decisión unánime (29-28, 29-28, 29-28).
Tavares derrotó a continuación al ex campeón de peso medio de BAMMA y recién llegado a la UFC Tom Watson por decisión dividida en UFC on Fuel TV: Struve vs. Miocic.
Tavares se enfrentó a Riki Fukuda el 3 de marzo de 2013 en UFC on Fuel TV: Silva vs. Stann y ganó por decisión unánime.
Tavares se enfrentó a Bubba McDaniel el 28 de agosto de 2013 en UFC Fight Night: Condit vs. Kampmann 2. Ganó la pelea por decisión unánime.
Tavares se enfrentó a Lorenz Larkin el 15 de enero de 2014 en UFC Fight Night: Rockhold vs. Philippou. Ganó el combate por decisión unánime.
Tavares se enfrentó a Yoel Romero en UFC on Fox: Werdum vs. Browne. Perdió el combate por decisión unánime, poniendo fin a su racha de cinco victorias.
Tavares se enfrentó a Tim Boetsch el 16 de agosto de 2014 en UFC Fight Night: Bader vs. St. Preux. Perdió el combate por TKO en el segundo asalto, siendo la primera vez que Tavares era derrotado por nocaut como profesional.
Tavares se enfrentó a Nate Marquardt el 3 de enero de 2015 en UFC 182. Ganó la pelea por decisión unánime.
Tavares se enfrentó a Robert Whittaker el 10 de mayo de 2015 en UFC Fight Night: Miocic vs. Hunt. Perdió el combate por nocaut en el primer asalto.
Tavares estuvo muy brevemente vinculado a un combate con Thales Leites el 6 de agosto de 2016 en UFC Fight Night: Rodríguez vs. Caceres. Sin embargo, Tavares se vio obligado a abandonar el combate por una lesión en las costillas, y fue sustituido por Chris Camozzi.
Tavares volvió a enfrentarse a Caio Magalhães el 10 de septiembre de 2016 en UFC 203. Ganó el combate por decisión dividida.
Se esperaba que Tavares se enfrentara a Hector Lombard el 28 de enero de 2017 en UFC on Fox: Shevchenko vs. Peña. Sin embargo, el combate se canceló el 10 de enero por razones no reveladas.
Tavares se enfrentó a Elias Theodorou el 7 de julio de 2017 en The Ultimate Fighter 25 Finale. Ganó el combate por decisión unánime.
Tavares se enfrentó a Thales Leites el 7 de octubre de 2017 en UFC 216. Ganó el combate por decisión unánime.
Tavares se enfrentó a Krzysztof Jotko el 14 de abril de 2018 en UFC on Fox: Poirier vs. Gaethje. Ganó el combate por nocaut técnico en el tercer asalto.
Tavares se enfrentó a Israel Adesanya el 6 de julio de 2018 en The Ultimate Fighter 27 Finale. Perdió el combate por decisión unánime.
Se esperaba que Tavares se enfrentara a Ian Heinisch el 26 de octubre de 2019 en UFC Fight Night: Maia vs. Askren. Sin embargo, Heinisch se retiró del combate, lo que llevó a Tavares a sustituir a Krzysztof Jotko contra Edmen Shahbazyan en UFC 244 el 2 de noviembre de 2019. Perdió el combate por nocaut en el primer asalto.
Tavares tenía previsto enfrentarse a Antônio Carlos Júnior el 14 de marzo de 2020 en UFC Fight Night: Lee vs. Oliveira. Sin embargo, Tavares se vio obligado a retirarse del combate debido a una lesión del ligamento cruzado anterior (LCA). El combate con Antônio Carlos Júnior fue reprogramado para el 24 de enero de 2021 en UFC 257.  Ganó el combate por decisión unánime.
Tavares se enfrentó a Omari Akhmedov el 10 de julio de 2021 en UFC 264. Ganó el combate por decisión dividida.
Tavares estaba programado para enfrentar a Brendan Allen el 4 de diciembre de 2021 en UFC on ESPN 31. Finalmente se retiró a mediados de noviembre y fue reemplazado por Roman Dolidze.
Tavares enfrentó a Dricus du Plessis en UFC 276 el 2 de julio de 2022. Perdió la pelea por decisión unánime.
Tavares estaba programado para enfrentar a Gregory Rodrigues el 21 de enero de 2023 en UFC 283. Sin embargo, Tavares se retiró de la pelea debido a una lesión.
Tavares enfrentará a Bruno Silva el 22 de abril de 2023 en UFC Fight Night 222. Perdió la pelea por nocaut técnico en el primer asalto.
Tavares se enfrentó al ex campeón de peso mediano de UFC Chris Weidman en UFC 292 el 19 de agosto de 2023. Ganó la pelea por decisión unánime.
Tavares se enfrentó a Gregory Rodrigues el 10 de febrero de 2024 en UFC Fight Night 236. En una pelea de ida y vuelta, Tavares terminó perdiendo por nocaut técnico en el tercer asalto.
Tavares está programado para enfrentar a Jun Yong Park el 20 de julio de 2024 en UFC on ESPN 60.

## Récord en artes marciales mixtas
| Resultado | Récord | Oponente              | Método                                 | Evento                                                   | Fecha                    | Ronda | Tiempo | Localización          | Notas |
| --------- | ------ | --------------------- | -------------------------------------- | -------------------------------------------------------- | ------------------------ | ----- | ------ | --------------------- | ----- |
|           |        | Jun Yong Park         |                                        | UFC Fight Night: Royval vs. Taira                        | 12 de octubre de 2024    |       |        | Las Vegas, Nevada     |       |
| Derrota   | 20-9   | Gregory Rodrigues     | TKO (golpes)                           | UFC Fight Night: Hermansson vs. Pyfer                    | 10 de febrero de 2024    | 3     | 0:55   | Las Vegas, Nevada     |       |
| Victoria  | 20-8   | Chris Weidman         | Decisión (unánime)                     | UFC 292                                                  | 19 de agosto de 2023     | 3     | 5:00   | Boston, Massachusetts |       |
| Derrota   | 19-8   | Bruno Silva           | TKO (rodillazo y puñetazo)             | UFC Fight Night: Pavlovich vs. Blaydes                   | 22 de abril de 2023      | 1     | 3:35   | Las Vegas, Nevada     |       |
| Derrota   | 19-7   | Dricus du Plessis     | Decisión (unánime)                     | UFC 276                                                  | 2 de julio de 2022       | 3     | 5:00   | Las Vegas, Nevada     |       |
| Victoria  | 19-6   | Omari Akhmedov        | Decisión (dividida)                    | UFC 264                                                  | 10 de julio de 2021      | 3     | 5:00   | Las Vegas, Nevada     |       |
| Victoria  | 18-6   | Antônio Carlos Júnior | Decisión (unánime)                     | UFC 257                                                  | 24 de enero de 2021      | 3     | 5:00   | Abu Dhabi             |       |
| Derrota   | 17-6   | Edmen Shahbazyan      | TKO (patada en la cabeza)              | UFC 244                                                  | 2 de noviembre de 2019   | 1     | 2:27   | Nueva York            |       |
| Derrota   | 17-5   | Israel Adesanya       | Decisión (unánime)                     | The Ultimate Fighter: Undefeated Finale                  | 6 de julio de 2018       | 5     | 5:00   | Las Vegas, Nevada     |       |
| Victoria  | 17-4   | Krzysztof Jotko       | TKO (puñetazos)                        | UFC on Fox: Poirier vs. Gaethje                          | 14 de abril de 2018      | 3     | 2:16   | Glendale, Arizona     |       |
| Victoria  | 16-4   | Thales Leites         | Decisión (unánime)                     | UFC 216                                                  | 7 de octubre de 2017     | 3     | 5:00   | Las Vegas, Nevada     |       |
| Victoria  | 15-4   | Elias Theodorou       | Decisión (unánime)                     | The Ultimate Fighter: Redemption Finale                  | 7 de julio de 2017       | 3     | 5:00   | Las Vegas, Nevada     |       |
| Victoria  | 14-4   | Caio Magalhães        | Decisión (dividida)                    | UFC 203                                                  | 10 de septiembre de 2016 | 3     | 5:00   | Cleveland, Ohio       |       |
| Derrota   | 13-4   | Robert Whittaker      | KO (puñetazos)                         | UFC Fight Night: Miocic vs. Hunt                         | 10 de mayo de 2015       | 1     | 0:44   | Adelaida              |       |
| Victoria  | 13-3   | Nate Marquardt        | Decisión (unánime)                     | UFC 182                                                  | 3 de enero de 2015       | 3     | 5:00   | Las Vegas, Nevada     |       |
| Derrota   | 12-3   | Tim Boetsch           | TKO (puñetazos)                        | UFC Fight Night: Bader vs. St. Preux                     | 16 de agosto de 2014     | 2     | 3:18   | Bangor, Maine         |       |
| Derrota   | 12-2   | Yoel Romero           | Decisión (unánime)                     | UFC on Fox: Werdum vs. Browne                            | 19 de abril de 2014      | 3     | 5:00   | Orlando, Florida      |       |
| Victoria  | 12-1   | Lorenz Larkin         | Decisión (unánime)                     | UFC Fight Night: Rockhold vs. Philippou                  | 15 de enero de 2014      | 3     | 5:00   | Duluth, Georgia       |       |
| Victoria  | 11-1   | Bubba McDaniel        | Decisión (unánime)                     | UFC Fight Night: Condit vs. Kampmann 2                   | 28 de agosto de 2013     | 3     | 5:00   | Indianapolis, Indiana |       |
| Victoria  | 10-1   | Riki Fukuda           | Decisión (unánime)                     | UFC on Fuel TV: Silva vs. Stann                          | 3 de marzo de 2013       | 3     | 5:00   | Saitama               |       |
| Victoria  | 9-1    | Tom Watson            | Decisión (dividida)                    | UFC on Fuel TV: Struve vs. Miocic                        | 29 de septiembre de 2012 | 3     | 5:00   | Nottingham            |       |
| Victoria  | 8-1    | Yang Dongi            | Decisión (unánime)                     | UFC on Fuel TV: Korean Zombie vs. Poirier                | 15 de mayo de 2012       | 3     | 5:00   | Fairfax, Virginia     |       |
| Derrota   | 7-1    | Aaron Simpson         | Decisión (unánime)                     | UFC 132                                                  | 2 de julio de 2011       | 3     | 5:00   | Las Vegas, Nevada     |       |
| Victoria  | 7-0    | Phil Baroni           | KO (rodillazos y puñetazos)            | UFC 125                                                  | 1 de enero de 2011       | 1     | 4:20   | Las Vegas, Nevada     |       |
| Victoria  | 6-0    | Seth Baczynski        | Decisión (unánime)                     | The Ultimate Fighter: Team Liddell vs. Team Ortiz Finale | 19 de junio de 2010      | 3     | 5:00   | Las Vegas, Nevada     |       |
| Victoria  | 5-0    | Jonathan João         | TKO (puñetazos)                        | X-1: Temple of Boom 4                                    | 7 de marzo de 2009       | 1     | N/A    | Honolulu, Hawái       |       |
| Victoria  | 4-0    | Joshua Ferreira       | Sumisión (estrangulamiento por detrás) | X-1: Temple of Boom 1                                    | 27 de septiembre de 2008 | 2     | 2:28   | Honolulu, Hawái       |       |
| Victoria  | 3-0    | Devin Kauwe           | TKO (puñetazos)                        | Icon Sport: Hard Times                                   | 2 de agosto de 2008      | 1     | 1:52   | Honolulu, Hawái       |       |
| Victoria  | 2-0    | John Ferrel           | Sumisión (estrangulamiento por detrás) | Niko Vitale Promotions                                   | 18 de abril de 2008      | 1     | 0:18   | Honolulu, Hawái       |       |
| Victoria  | 1-0    | Thomas Sedano         | TKO (puñetazos)                        | MMAC: Conflict: The Beginning                            | 29 de junio de 2007      | 1     | 0:40   | Honolulu, Hawái       |       |